# Уфимский речной порт
Уфимский речной порт — речной порт возле Сафроновской слободы и Сафроновской переправы в Советском районе города Уфы на правом берегу реки Белой. Возле пристани находится устье канализированного Сафроновского ручья.
Возле порта находится Здание крупяной мельницы П. И. Костерина и С. А. Черникова — самая крупная из трёх сохранившихся мельниц Уфы, построенная в кирпичном стиле в начале 1900-х годов (ныне — Уфимский завод гибких валов), а также Затонский мост.

## Пристани
Всего в Уфе находятся три пристани — Уфа I (Сафроновская пристань), Уфа II (Оренбургская пристань) возле монумента Дружбы в Старой Уфе, и Дежнёво в Черниковке.

## История
В 1766 году утверждён проект коллежского советника Саввы Никифоровича Тетюшева о снабжении солью Государства от Илецких источников, по которому река Белая выбрана для сплава соли до будущего города Стерлитамака. Для этого в Уфе построили третью по счёту пристань, возле которой организованы соляные магазины.
В 1857 году исследовано русло реки Белой для открытия речного судоходства. 12 июня 1857(1858) года в Уфу пришёл первый пассажирский пароход «Ольга» мощностью 45 лошадиных сил, который ходил вверх по реке Уфе далее Богородского, более чем на 50 км. В 1859 году открыто пароходное пассажирское сообщение Уфа — Казань, а в 1860 году — грузовое Уфа — Нижний Новгород. Основными грузами являлись металл, лес, соль, зерно, и изделия кустарного производства.
В 1860-х годах Фёдор Семёнович Сафронов приобрёл у наследника Демидова участок Оренбургской пристани вместе с единственным буксирным пароходом «Надежда», который в 1863–1871 годах перевозил товары. Тогда же построена Сафроновская пристань. В 1888–1889 годах, после открытия Самаро-Златоустовской железной дороги в Уфе, построена Сафроновская железнодорожная товарная ветка к пристани. Здесь же были сосредоточены конторы и склады горнозаводчиков Южного Урала, пароходчиков и уфимских купцов. Проложенные Речная улица, и поперечные к ней Златоустовская, Мензелинская, Белебеевская, Стерлитамакская и Бирская улицы, в начале получили название Северная слобода, а позднее — Сафроновская.
В 1890 году на пароходе из Казани в Уфу прибыл Фёдор Ильич Шаляпин, а в 1891 году отбыл. В 1900 году на пароходе в Уфу прибыл Владимир Ильич Ленин.
В 1918 году весь речной флот был национализирован и создано Уфимское районное управление водного транспорта. В 1930-х годах началась механизация погрузочно-разгрузочных работ на пристанях. В 1935 году возведено здание речного порта.
В годы Великой Отечественной войны суда Бельского речного пароходства перевозили войска и вооружение в прифронтовой зоне, эвакуированное население и оборудование. В 1945 году объём переработки грузов вырос до 202630 т, перевезено 135380 пассажиров; на пристани работало 502 человека. Пристань представляла собой естественный берег реки Белой с облагороженными, мощенными булыжником откосами и забитыми по кромке уреза воды деревянными 50-летними сваями. На ней было 13 причалов: 10 грузовых, один бункеровочный и два пассажирских.
С 1958 года — Уфимский речной порт. В конце 1950‑х годах Уфимский судоремонтно-судостроительный завод освоил строительство металлических барж грузоподъёмностью 300 и 600 т, в 1973 году — буксирных теплоходов.
В 1960‑е годы на местных линиях стали эксплуатироваться быстроходные теплоходы на подводных крыльях Ракета, с 1980‑х — Восход. С 1961 года порт принимает крупнотоннажные суда Волжского пароходства.
В 1977–2010-х годах речной вокзал располагался на пристани Уфа II.

## Музей
Якорная экспозиция под открытым небом из 18 якорей разных эпох: от X–XII века до 1985 года, из которых самый маленький весит 50 кг, а самый крупный — 3 т.
Ранее у пристани находился пароход-музей, на котором в 1900 году прибыл Владимир Ильич Ленин.